# 상반방정식
대수학에서, 임의의 {\displaystyle n}차 다항식 {\displaystyle p} 와 그것의 상반다항식 {\displaystyle p*}은 다음과 같다.
{\displaystyle p(x)=a_{0}+a_{1}x+a_{2}x^{2}+\cdots +a_{n}x^{n},\,\!}
{\displaystyle p^{*}(x)=a_{n}+a_{n-1}x+\cdots +a_{0}x^{n}=x^{n}p(x^{-1}).}
상반방정식은 임의의 다항식과 그 다항식의 상반다항식이 같은 자기상반다항식(self-reciprocal polynomial)이다.
{\displaystyle a_{n}x^{n}+a_{n-1}x^{n-1}+a_{n-2}x^{n-2}+a_{n-3}x+a_{0}=0}일때,
{\displaystyle a_{i}=a_{n-i}}이다.
따라서, 상반방정식(Reciprocal polynomial,symmetrical equation)이란 다항 방정식의 계수의 모양이 대칭적으로 나열되어 있는 것을 말하게 된다.
최고차항의 차수가 기수(홀수)인지, 우수(짝수)인지에 따라 풀이방식을 달리한다.

## 해법

### 짝수차 상반방정식(우수차 상반방정식)
짝수차 상반방정식은, 최고차수가 짝수인 상반방정식을 말한다.
예) :{\displaystyle ax^{4}+bx^{3}+cx^{2}+bx+a=0}
양변을 중앙항으로 나눈다. 그러면
{\displaystyle ax^{2}+bx+c+{\frac {b}{x}}+{\frac {a}{x^{2}}}=0}
이런 형태로 된다.
{\displaystyle a(x^{2}+{\frac {1}{x^{2}}})+b(x+{\frac {1}{x}})+c=0}
둘씩 묶어서 {\displaystyle x+{\frac {1}{x}}}의 형태로 정리하면
{\displaystyle a((x+{\frac {1}{x}})^{2}-2)+b(x+{\frac {1}{x}})+c=0}
가 된다.
이 때 {\displaystyle X=x+{\frac {1}{x}}}으로 치환해주면
{\displaystyle aX^{2}+bX+(c-2a)=0}
이다. 이 {\displaystyle X}를 이차방정식의 근의 공식에 대입하면
{\displaystyle X={\frac {-b\pm {\sqrt {b^{2}-4a(c-2a)\ }}}{2a}}}
이 되는데, 이것은 {\displaystyle X}에 대한 풀이이므로 {\displaystyle X=x+{\frac {1}{x}}}에 대입하면 {\displaystyle x}의 해를 알 수 있다.

### 홀수차 상반방정식(기수차 상반방정식)
홀수차 상반방정식은, 최고차항이 홀수인 상반방정식을 말한다.
예) :{\displaystyle ax^{5}+bx^{4}+cx^{3}+cx^{2}+bx+a=0}
이 식은 먼저 하나의 해는 {\displaystyle -1}임을 가정한다.
{\displaystyle -1}이 나올 수 있는 인수는 {\displaystyle (x+1)}이므로 조립제법이나 다항식의 나눗셈을 통해 남는 인수를 알아낸다.
조립제법을 이용하면 방정식은 차수가 내려가게 되고 이 방정식은 짝수차 상반방정식이므로 짝수차의 해법을 이용하여 푼다.
{\displaystyle ax^{4}+(-a+b)x^{3}+(a-b+c)x^{2}+(-a+b)x+a=0}

### 준상반방정식
준상반방정식은, 상반방정식이 아닌 것처럼 보이지만 실제적으로는 상반방정식의 해법을 응용하여 풀 수 있는 방정식으로, 이 방정식의 형태는
{\displaystyle ax^{4}+bx^{3}+cx^{2}+bmx+am^{2}=0}
과 같이 중앙항의 바로 다음 항부터는 같은 수인 m을 곱하여 나타낸 것이다. 이 경우에는 상반방정식에서는 {\displaystyle x+{\frac {1}{x}}}을 치환하던 것을 바꾸어 {\displaystyle x+{\frac {m}{x}}}을 치환해서 풀면 된다.

## 상반다항식 급수 곱
급수 곱의 표현
{\displaystyle \left(\sum _{n=0}^{n}{x^{n}}\right)\cdot \left(\sum _{n=0}^{n-1}{x^{n}}\right)=} 홀수차 상반방정식
{\displaystyle \left(\sum _{n=0}^{n}{x^{n}}\right)\cdot \left(\sum _{n=0}^{n}{x^{n}}\right)=} 짝수차 상반방정식
상반다항식 급수곱의 예
{\displaystyle \left(\sum _{n=0}^{3}{x^{n}}\right)\cdot \left(\sum _{n=0}^{3-1}{x^{n}}\right)}
2개의 수렴하는 수열의 곱 {\displaystyle (x^{3},x^{2},x^{1},x^{0})\cdot (x^{2},x^{1},x^{0})}에서
{\displaystyle (x^{3}+x^{2}+x^{1}+x^{0})\cdot (x^{2}+x^{1}+x^{0})}
{\displaystyle =x^{3}(x^{2}+x^{1}+x^{0})+x^{2}(x^{2}+x^{1}+x^{0})+x^{1}(x^{2}+x^{1}+x^{0})+x^{0}(x^{2}+x^{1}+x^{0})}
{\displaystyle =x^{3}(x^{2}+x^{1}+1)+x^{2}(x^{2}+x^{1}+1)+x^{1}(x^{2}+x^{1}+1)+1(x^{2}+x^{1}+1)}
{\displaystyle =(x^{5}+x^{4}+x^{3})+(x^{4}+x^{3}+x^{2})+(x^{3}+x^{2}+x^{1})+(x^{2}+x^{1}+1)}
{\displaystyle =x^{5}+2x^{4}+3x^{3}+3x^{2}+2x^{1}+1\qquad \qquad } (5차 방정식중 상반방정식)

## 같이 보기
- 5차 방정식
- 다항방정식